# El Otro Yo
El Otro Yo est un groupe de rock indépendant et punk rock argentin, originaire de Temperley, dans la région de Buenos Aires. Il a pour particularité d'être un des rares groupes punk rock argentin avec tant de succès qui soit depuis ses débuts resté sur un label indépendant (Besotico Records).

## Biographie

### Débuts (1988-1999)

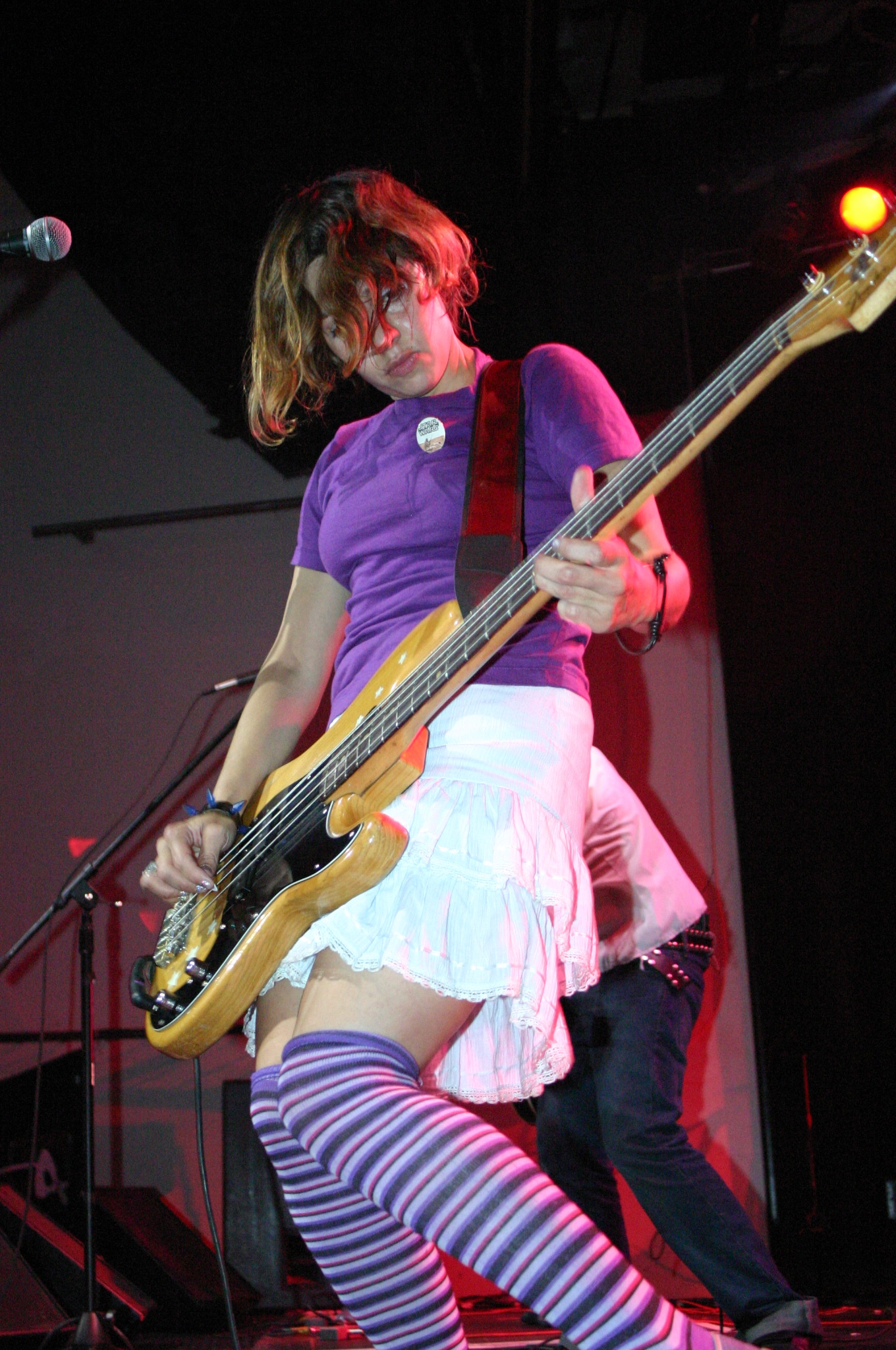
María Fernanda Aldana, la bassiste de El Otro Yo, en concert.

El Otro Yo est formé à la fin de la décennie 1980, et au début des années 1990, à Temperley, Lomas de Zamora. Les frères et sœurs Humberto Cristian et María Fernanda Aldana commencent, à l'âge de cinq ans, à jouer de la guitare électrique. Inspirés par leur mère poète, ils commencent à écrire quelques chansons simples dans le style de Velvet Underground et Nico. À l'école, ils commencent à jouer dans un groupe appelé Revolución, où ils reprennent des chansons des groupes Sumo, Virus et de Miguel Mateos. Plus tard, Cristian forme son premier groupe de punk rock, Los Apáticos. Entre 1986 et 1987, Cristian joue dans Los Apáticos et El Gregal, où Ricky Rúa (batteur de EOY) jouait de la batterie ; entretemps, María est membre de groupes comme Rebecca, dont le batteur est aussi Ricky Rúa. Durant ces années, ils décident de former un groupe ensemble. María restera figée sur une phrase (« Je suis un autre ») du poète français Arthur Rimbaud à l'âge de 16 ans ; cette phrase restera gravée dans sa mémoire pendant ses débuts musicaux. En janvier 1988, María dit tout sur cette phrase à Cristian et finissent par s'appeler El Otro Yo, la phrase en espagnol de « Je suis un autre ».
À ses débuts, le groupe comprend Sergio Ucci (Alerta Roja), Gabo Manelli (Los Brujos, Juana La Loca et Babasónicos), et Lee-chi (Los Brujos). Par la suite, María Fernanda joue des claviers, et Cristian au chant et à la guitare. Omar Kischinovsky se joint au groupe à la batterie et Daniel Rodríguez à la basse, mais Daniel part pour se consacrer à la sitar. En manque de bassiste, María Fernanda laisse les claviers de côté et remplace Daniel. Désormais en trio, ils quittent Temperley et commencent à jouer à Buenos Aires, Córdoba, Mendoza et autres provinces argentines. En 1992, ils comptent déjà une démo deux pistes (Los pájaros et Sexo en el elevador). Cette même année, ils commencent à enregistrer leur premier album auto-produit. Il s'agit du premier publié au label Besótico Records, leur propre label indépendant.
En 1995, le batteur Omar Kischinovsky décide de partir après trois ans de service au sein du groupe. Son dernier concert se fait à El Borde, Temperley. Il est remplacé par Raimundo Horacio Fajardo. Leur première performance hors des frontières s'effectue au Chili, en échange avec Pánico. La même année, ils enregistrent Mundo. Pour temriner l'année, ils enregistrent une reprise de Fuck You pour l'album hommage à Sumo. En 1996, ils rééditent Hijos de Alien en format CD, accompagné des morceaux bonus Lo de adentro et un remix de 69, de l'album Mundo.

## Style musical et influences
Le groupe a principalement été influencé par des groupes rock nord-américains comme Nirvana, Sonic Youth, et les Pixies bien que chaque membre ait ses propres influences.
Le groupe est passé par différents styles musicales. Dans leurs premiers albums, de Traka traka à Abrecaminos, le groupe est principalement de punk et de nombreuses chansons sont expérimentales comme Violet (valse au piano, chantée en français) de l'album Abrecaminos. L'album Colmena marque une rupture dans leur musique avec un son beaucoup plus alternatif mais qui conserve toutefois le punk, à noter que des effets au synthétiseur sont très présents dans cet album et accompagnent tout au long la guitare, la basse et la batterie qui sont couplés à des pédales d'effets comme la basse (pédale de distorsion) et d'autres pédales pour guitares. L'album suivant, Espejismos, change également par rapport à Colmena. C'est un retour au source : l'album est carrément punk avec un grand côté garage rock et grunge. C'est l'album où l'influence de Nirvana et de Kurt Cobain se note le plus. Les chansons sont également plus engagées. Fuera del tiempo, le dernier album en date (sortie en 2007) laisse de côté le garage punk de Espejismos et présente des sonorités plus pop (en raison de la plus forte présence de Maria Fernanda Aldana au chant) et beaucoup de chansons d'amour.

## Membres

### Membres actuels
- Cristian Aldana - chant, guitare solo, guitare rythmique (depuis 1988)
- María Fernanda Aldana - basse (depuis 1989), claviers (1988-1991, depuis 1997), chant (depuis 1988)
- Gabriel Guerrisi - guitare solo (depuis 2005)
- Ezequiel Araujo - claviers, synthétiseur, guitare rythmique, basse, chant (1999-2004, depuis 2013)
- Joan Sprei - batterie (depuis 2014)

### Anciens membres
- Ricky Rua - batterie (2009-2014)
- Raimundo « Ray » Fajardo - batterie, chant (1994-2009)
- Omar Kischinovsky - batterie (1988-1994)
- Daniela Cugliandolo - claviers, performances théâtrales (1991-1997)
- Sergio Moreno - guitare solo, guitare rythmique (1988-1990)
- Pajarito - basse (1988)
- Gabriel Manelli - basse (1988-1989)

## Discographie

### Albums studio
- 1993 : Los Hijos de alien (réédité en 1996 et 2003)
- 1994 : Traka traka (réédité en 2001)
- 1995 : Mundo
- 1997 : Esencia
- 1998 : El Otro Yo del Otro Yo
- 1999 : Abrecaminos
- 2002 : Colmena
- 2004 : Espejismos
- 2007 : Fuera del tiempo

### Compilations
- 2000 : Contagiándose la energía del Otro (album live)
- 2005 : Pirata (best-of)

### DVD
- Contagiándose la energía del otro - En vivo en Obras (DVD + CD), 2005
- El Otro Yo en vivo Quilmes Rock 03 (DVD), 2005
- Fuera del Tiempo (CD + DVD), 2007 (Mexique uniquement)